# Park Krajobrazowy Międzyrzecza Warty i Widawki

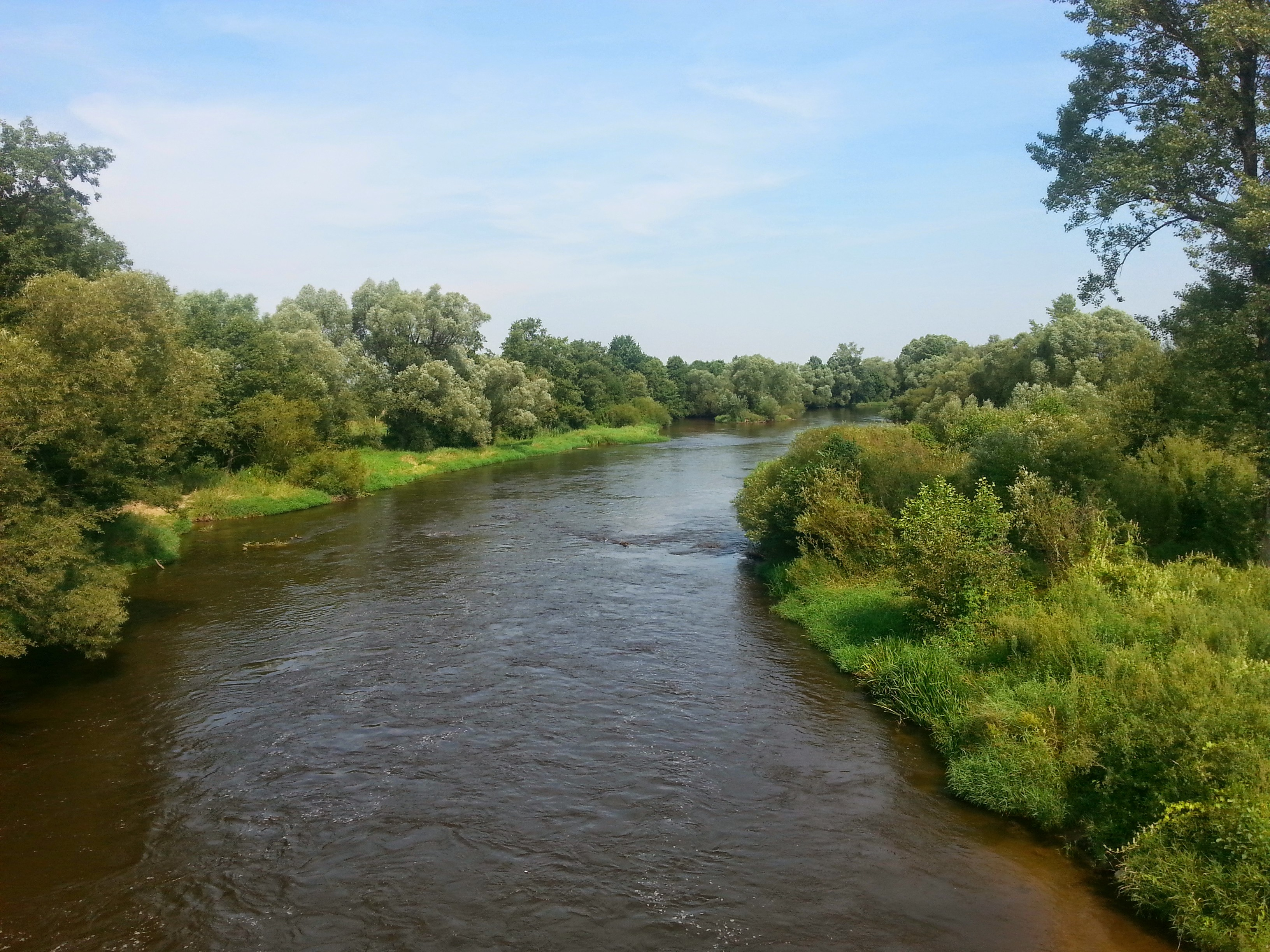
Warta w Rychłocicach

Park Krajobrazowy Międzyrzecza Warty i Widawki – park krajobrazowy położony w województwie łódzkim, na pograniczu powiatów: łaskiego, wieluńskiego, zduńskowolskiego, sieradzkiego i bełchatowskiego, w obrębie gmin Widawa, Konopnica, Burzenin, Zapolice, Sieradz, Ostrówek, Zduńska Wola, Rusiec i Sędziejowice.

## Charakterystyka
Został utworzony w 1989 roku. Łączna powierzchnia wynosi 25 330 ha. Przedmiotem ochrony są doliny Warty, Widawki i ich dopływów wraz z otoczeniem, a także towarzysząca tym obszarom naturalna szata roślinna. W centralnej części parku znajduje się interesujący węzeł hydrograficzny, który tworzą zbiegające się rzeki: Widawka, Grabia i Nieciecz. Obszar parku wyróżnia się w swoim otoczeniu urozmaiconą rzeźbą terenu, zwłaszcza malowniczymi przełomami Warty, gdzie wysokości względne stoków dochodzą do 45 metrów (między Beleniem a Strońskiem), a na powierzchni ukazują się stare utwory wapienne. Z wysokich brzegów można obserwować rozległe panoramy doliny, meandrujące odcinki rzek, starorzecza, obszary wydmowe, torfowiska, tereny podmokłe z bogactwem roślin bagiennych. Lasy stanowią niecałe 25% ogólnej powierzchni Parku. Bogata flora i fauna oraz cenne wartości kulturowe stawiają park jako jeden z bardziej atrakcyjnych w województwie łódzkim i Polsce centralnej.

## Formy ochrony przyrody
Najcenniejsze przyrodniczo tereny Parku objęto ochroną w postaci czterech rezerwatów przyrody: „Winnica”, „Korzeń”, „Hołda” i „Grabica”.
Ponadto znajdują się tu zespoły przyrodniczo-krajobrazowe „Dolina Grabi” i „Góry Wapienne” oraz kilkanaście użytków ekologicznych.